# Julián Palacios
Julián Palacios foi o primeiro presidente do clube Real Madrid de 1900 até 1902, ano da real fundação do clube.